# 比嘉リカルド
比嘉 リカルド（ひが リカルド、1973年5月4日 - ）は、ブラジル・サンパウロ州カンピーナス出身の元サッカー選手、元フットサル選手、フットサル指導者。2003年に日本へ帰化。帰化以前の登録名はリカルド (Ricardo)。

## 経歴
日本の沖縄県にルーツを持つ日系3世であり、1997年春に日本に渡った。栃木県社会人リーグ1部の矢板SC（現・ヴェルフェ矢板）に入団し、同クラブの関東リーグ昇格に貢献。1999年にはJ2のアルビレックス新潟に移籍した。
その後は、FC琉球など自らのルーツである沖縄のクラブでサッカー選手として活動しつつ、ブラジル時代から慣れ親しんできたフットサルの選手としても活躍。2003年8月に日本に帰化し、フットサル日本代表、ビーチサッカー日本代表に選出されている。
2008年からはデウソン神戸でプレーしたが、オフに退団した。
2009年12月よりデウソン神戸の監督に就任した。2012年3月に退任。
2012年、東北地域リーグ1部所属のヴォスクオーレ仙台の監督に就任。その後チームをFリーグに導くが、Fリーグ1年目を終えた2015年3月に退任。
2018年1月23日、シュライカー大阪の監督に就任した。

## 家族
いとこのファブリシオ・オーヤもサッカー選手。

## 所属クラブ
- 1991年  SCコリンチャンス・パウリスタ
- 1992年  ECリオ・ブランコ・デ・アメリカーナ
- 1994年  サンタ・エレーナ・デ・ゴイアス
- 1995年  ECアプカラナ・ド・パラナ
- 1998年  矢板SC
- 1999年  アルビレックス新潟
- 2000年  沖縄かりゆしFC
- 2003年-2006年  FC琉球
- 2007年-2008年  名古屋オーシャンズ
- 2008年-2009年  デウソン神戸
- 2009年  マリオフットサルスクール

## 個人成績
| 国内大会個人成績 | 国内大会個人成績 | 国内大会個人成績 | 国内大会個人成績 | 国内大会個人成績                       | 国内大会個人成績 | 国内大会個人成績  | 国内大会個人成績  | 国内大会個人成績 | 国内大会個人成績 | 国内大会個人成績 | 国内大会個人成績 |
| 年度             | クラブ           | 背番号           | リーグ           | リーグ戦                               | リーグ戦         | リーグ杯          | リーグ杯          | オープン杯       | オープン杯       | 期間通算         | 期間通算         |
| 年度             | クラブ           | 背番号           | リーグ           | 出場                                   | 得点             | 出場              | 得点              | 出場             | 得点             | 出場             | 得点             |
| 日本             | 日本             | 日本             | 日本             | リーグ戦                               | リーグ戦         | リーグ杯          | リーグ杯          | 天皇杯           | 天皇杯           | 期間通算         | 期間通算         |
| ---------------- | ---------------- | ---------------- | ---------------- | -------------------------------------- | ---------------- | ----------------- | ----------------- | ---------------- | ---------------- | ---------------- | ---------------- |
| 1999             | 新潟             | 9                | J2               | 34                                     | 6                | 2                 | 0                 | 3                | 2                | 39               | 8                |
| 2003             | 琉球             |                  | 沖縄県3部北      |                                        |                  | -                 | -                 | -                | -                |                  |                  |
| 2004             | 琉球             |                  | 沖縄県1部        |                                        |                  | -                 | -                 |                  |                  |                  |                  |
| 2005             | 琉球             |                  | 九州             |                                        |                  | -                 | -                 |                  |                  |                  |                  |
| 2006             | 琉球             | 10               | JFL              | 17                                     | 2                | -                 | -                 | -                | -                |                  |                  |
| 通算             | 日本             | 日本             | J2               | 34                                     | 6                | 2                 | 0                 | 3                | 2                | 39               | 8                |
| 通算             | 日本             | 日本             | JFL              | 17                                     | 2                | -\|\|\|\|\|\|\|\| | -\|\|\|\|\|\|\|\| |                  |                  |                  |                  |
| 通算             | 日本             | 日本             | 九州             | \|\|\|\|colspan="2"\|-\|\|\|\|\|\|\|\| |                  |                   |                   |                  |                  |                  |                  |
| 総通算           | 総通算           | 総通算           | 総通算           | \|\|\|\|\|\|\|\|\|\|\|\|\|\|           |                  |                   |                   |                  |                  |                  |                  |

## 記録
ハットトリック
- 1999年 ‐ 1999 J2・第15節 サガン鳥栖戦（新潟市陸）3得点

## 指導歴
- 2009年  マリオフットサルスクール コーチ
- 2009年-2012年  デウソン神戸 監督
- 2012年-2015年  クオーレ仙台 / ヴォスクオーレ仙台 監督
- 2015年-2017年  深圳南嶺鉄狼
- 2018年-2020年  シュライカー大阪 監督